# آدم مرجان
آدم مرجان (انگلیسی: Adam Marjan؛ زادهٔ ۲۳ سپتامبر ۱۹۵۷) بازیکن سابق فوتبال اهل کویت است.
وی عضو تیم ملی فوتبال کویت در جام جهانی فوتبال ۱۹۸۲ بوده است.